# Hulodes caranea
Hulodes caranea är en fjärilsart som beskrevs av Pieter Cramer 1780. Hulodes caranea ingår i släktet Hulodes och familjen nattflyn. Inga underarter finns listade i Catalogue of Life.

## Bildgalleri

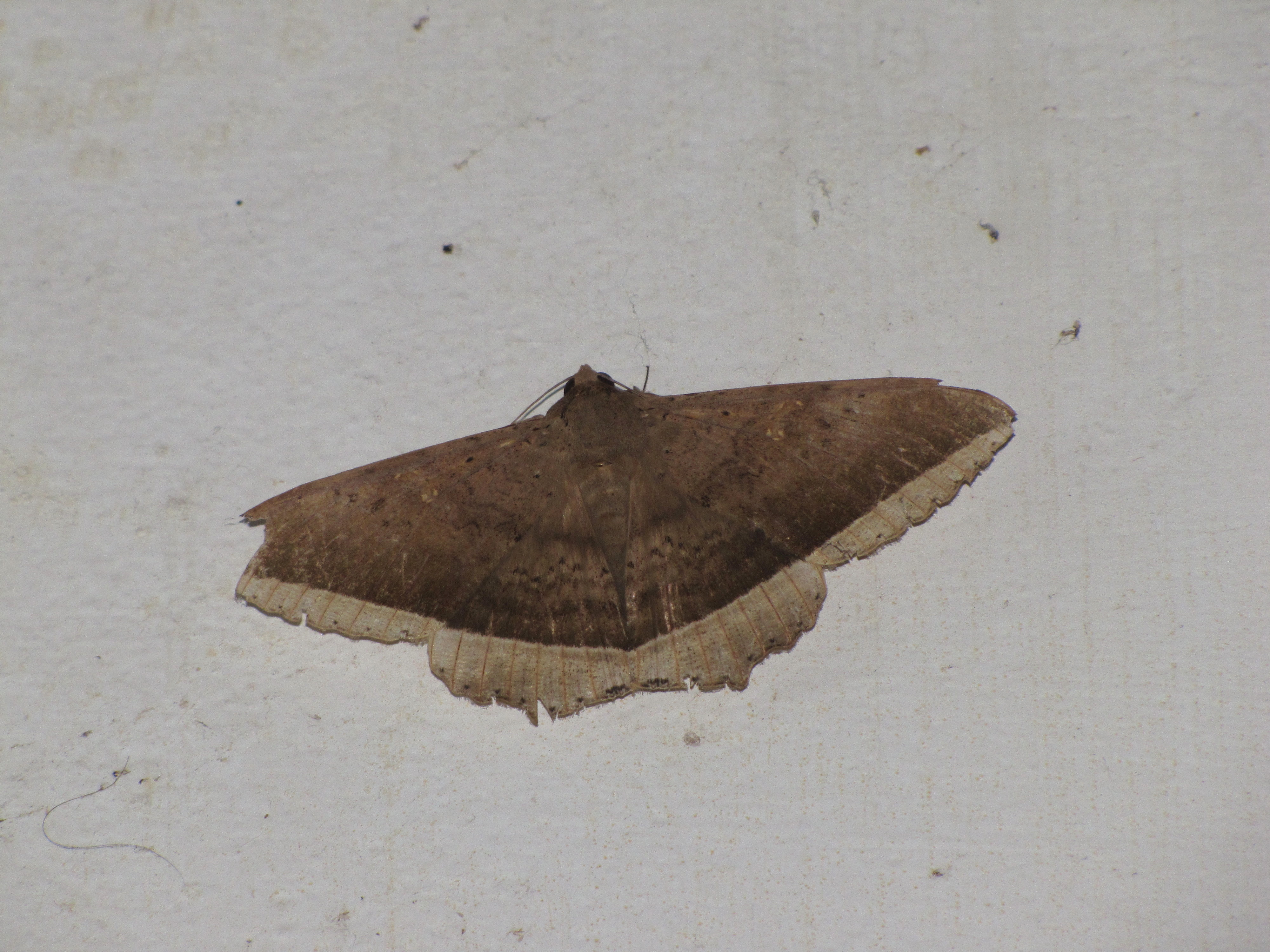